# Devin Harris
Pour les articles homonymes, voir Harris.
Devin Lamar Harris, né le 27 février 1983 à Wauwatosa[réf. nécessaire] au Wisconsin (États-Unis), est un joueur américain de basket-ball évoluant aux postes de meneur et d'arrière.

## Biographie
Harris est le fils de Terry et Julie Harris. Il grandit à Wauwatosa, dans la banlieue de Milwaukee, Wisconsin. Durant ses études au lycée, Harris est un sportif de haut niveau, pratiquant volley-ball et basket-ball à la Wauwatosa East High School. Il ne joue au volley qu'une seule saison, le temps d'empocher les récompenses de sa conférence, après quoi il décide de se concentrer uniquement sur la basket. Des blessures durant sa Sophomore Year (3e en France, 4e secondaire en Belgique et au Québec) l'empêchent de participer aux différents camps et tournois de l'été, qui sont très importants pour le recrutement des jeunes talents.
Lors de sa Senior Season (terminale en France, 5e secondaire en Belgique et au Québec) à la Wauwatosa East High School, Harris bat le record de points de son école, et son équipe ne perd aucun match de saison régulière. Harris est nommé "Mister Basketball" du Wisconsin en 2001, devant Travis Diener de Fond du Lac. Harris accepte la proposition de Dick Bennett, qui l'invite à venir jouer pour l'Université du Wisconsin. Bennett quitte le poste d'entraîneur de l'équipe universitaire, et, au moment au Harris arrive sur le campus, Bo Ryan est aux commandes des Badgers du Wisconsin.

## Carrière NCAA
Lors de sa première année universitaire, en 2001-2002, Harris est titulaire dans une équipe moyenne : les Badgers, qui terminent à la neuvième place du classement de la Big Ten Conference (qui compte onze équipes). Les Badgers, sous la tutelle de « Seniors » (étudiants en dernière année d'université) comme Charlie Wills et Travon Davis, remportent le Big Ten Championship (avec trois autres équipes : l'Université d'Indiana, l'Université de l'Illinois à Urbana-Champaign et l'Université d'État du Michigan).
Son année « Sophomore » (deuxième année universitaire) est l'année de la confirmation. Harris, aidé par le Senior Kirk Penney et le Sophomore Mike Wilkinson, emmène les Badgers du Wisconsin vers un nouveau titre de la Big Ten Conference. Lors du tournoi NCAA, les Badgers se hissent en 8e de finale. Lors de celui-ci, Harris brille lors d'une rencontre diffusée à la télévision nationale, même si son équipe échoue contre les Wildcats du Kentucky.
Lors de la saison 2003-2004, Harris reçoit le trophée « Silver Basketball » (trophée désigné par le Chicago Tribune), récompensant le meilleur joueur de la Big Ten Conference et est nommé dans la deuxième équipe-type des États-Unis. Harris décide de quitter l'université après son année « Junior » (3e année d'université).

## Carrière NBA
Quelques jours avant la draft, les Wizards de Washington et les Mavericks de Dallas mettent au point un transfert : Antawn Jamison part à Washington contre Jerry Stackhouse, Christian Laettner et le 5e choix de la draft. Certaines complications apparaissent, à cause du règlement de la NBA, et c'est finalement Washington qui choisit Harris, qui est immédiatement envoyé à Dallas, pour finaliser le transfert. Les Mavs avaient prévu de laisser mûrir Harris sous la tutelle de Steve Nash, mais celui-ci, parti aux Suns de Phoenix, empêche ce projet d'aboutir.
Pendant son année « rookie », Harris marque en moyenne 5,7 points et distribue 2,2 passes décisives, mais affiche un ratio d'efficacité (une sorte de moyenne complexe de l'efficacité d'un joueur) de 14,69. Il se classe deuxième au nombre d'interceptions par 48 minutes, avec 3,15, derrière Larry Hughes. Il est nommé rookie du mois de novembre. Son temps de jeu diminue au fur et à mesure que la saison avance. Ceci est sans doute la conséquence du départ de Don Nelson et de son remplacement par Avery Johnson en mars, mais aussi parce que Harris doit acquérir une certaine condition physique pour être compétitif au niveau NBA, particulièrement en défense.[réf. nécessaire]
Au début de la saison 2005-2006, son temps de jeu augmente et il a plus de responsabilités, Jason Terry lui confiant régulièrement la balle pour lui faire jouer un rôle de distributeur. Il termine la saison avec 9,9 points et 3,2 passes. Harris se blesse à la jambe au milieu de la saison et ne fait plus que quelques apparitions jusqu'à la fin de la saison.
Harris marque plus de 20 points de moyenne dans la série contre les San Antonio Spurs, étant titularisé à deux reprises.
En février 2008, il est échangé contre Jason Kidd et rejoint alors les Nets du New Jersey. Il devient rapidement le joueur clé de la franchise, qui, cependant, ne parvient pas à se qualifier pour les playoffs.
Il confirme rapidement lors de la saison suivante, établissant en novembre ses meilleures performances individuelles avec 38 puis 47 points. Puis, il réalise de nouveau 41 points, avec 13 passes décisives, ceux-ci face à son ancienne équipe de Dallas. Il est ensuite choisit par les entraîneurs pour figurer au NBA All-Star Game 2009 de Phoenix. Le 23 février 2009, face aux 76ers de Philadelphie, il marque le panier de la victoire du milieu du terrain.
Le 20 février 2011, il est envoyé chez le Jazz de l'Utah, dans le cadre de l'échange contre Deron Williams.
Le 11 juillet 2012, il est envoyé aux Hawks d'Atlanta contre Marvin Williams.
Durant l'été 2013, il retourne chez les Mavericks de Dallas.
À la fin de la saison 2013/2014, il prolonge son contrat de quatre ans avec les Mavericks.

## Clubs successifs
- 2004-2008 :  Mavericks de Dallas
- 2008-2011 :  Nets du New Jersey
- 2011-2012 :  Jazz de l'Utah
- 2012-2013 :  Hawks d'Atlanta
- 2013-2019 :  Mavericks de Dallas

## Records sur une rencontre en NBA
Les records personnels de Devin Harris en NBA sont les suivants, :
| Record de la franchise |

| Type de statistique        | Saison régulière | Saison régulière    | Saison régulière | Playoffs | Playoffs                   | Playoffs      |
| Type de statistique        | Record           | Adversaire          | Date             | Record   | Adversaire                 | Date          |
| -------------------------- | ---------------- | ------------------- | ---------------- | -------- | -------------------------- | ------------- |
| Points                     | 47               | @ Suns de Phoenix   | 30 novembre 2008 | 30       | Suns de Phoenix            | 24 mai 2006   |
| Paniers marqués            | 14               | 3 fois              | 3 fois           | 12       | Suns de Phoenix            | 24 mai 2006   |
| Paniers tentés             | 25               | 4 fois              | 4 fois           | 18       | Warriors de Golden State   | 22 avril 2007 |
| Paniers à 3 points réussis | 6                | 2 fois              | 2 fois           | 3        | 4 fois                     | 4 fois        |
| Paniers à 3 points tentés  | 12               | Mavericks de Dallas | 16 avril 2012    | 7        | 2 fois                     | 2 fois        |
| Lancers francs réussis     | 20               | Pistons de Détroit  | 7 novembre 2008  | 10       | Spurs de San Antonio       | 13 mai 2006   |
| Lancers francs tentés      | 24               | Pistons de Détroit  | 7 novembre 2008  | 11       | Spurs de San Antonio       | 13 mai 2006   |
| Rebonds offensifs          | 3                | 8 fois              | 8 fois           | 3        | 2 fois                     | 2 fois        |
| Rebonds défensifs          | 8                | @ Bulls de Chicago  | 4 avril 2009     | 7        | @ Thunder d'Oklahoma City  | 18 avril 2016 |
| Rebonds totaux             | 8                | 3 fois              | 3 fois           | 7        | @ Thunder d'Oklahoma City  | 18 avril 2016 |
| Passes décisives           | 18               | Nuggets de Denver   | 31 janvier 2011  | 9        | @ Warriors de Golden State | 3 mai 2007    |
| Interceptions              | 6                | 2 fois              | 2 fois           | 5        | Suns de Phoenix            | 24 mai 2006   |
| Contres                    | 3                | 5 fois              | 5 fois           | 2        | Spurs de San Antonio       | 15 mai 2006   |
| Balles perdues             | 8                | 2 fois              | 2 fois           | 5        | 3 fois                     | 3 fois        |
| Minutes jouées             | 55               | @ Hawks d'Atlanta   | 25 mars 2012     | 40       | Spurs de San Antonio       | 15 mai 2006   |

- Double-double : 38
- Triple-double : 0